# Apopka
Apopka è una city degli Stati Uniti d'America, situata nella Contea di Orange nello Stato della Florida. Secondo il censimento del 2010 la popolazione è di 41 542 abitanti, mentre al censimento del 2000 erano 26 969. Fa parte della area metropolitana di Orlando. Apopka in nativo americano significa "Posto dove si mangiano le patate". Il soprannome di Apopka è "La capitale mondiale delle piante da interno".

## Geografia fisica
Le coordinate geografiche di Apopka sono 28°40′34″N 81°30′38″W.
La città fa parte sia della Contea di Orange e della Contea di Seminole, tuttavia rientra in quella di Orange.
Apopka occupa un'area totale di 84,40 km², di cui 80,90 di terra e 3,5 di acqua.

## Società

### Evoluzione demografica
Al censimento del 2000, risultarono 26 642 abitanti, 9 562 nuclei familiari e 7 171 famiglie residenti in città. Ci sono 10 091 alloggi con una densità di 162,1 abitanti per km². La composizione etnica della città è 73,85% bianchi, 15,56% neri o afroamericani, 0,42% nativi americani, 0,09% originari delle isole del Pacifico, 1,89% asiatici, 5,36% di altre razze e 18,08% ispanici e latino-americani. Dei 9 562 nuclei familiari il 38,2% ha figli di età inferiore ai 18 anni che vivono in casa, 55,8% sono coppie sposate che vivono assieme, 14,4% è composto da donne con marito assente, e il 25,0% sono non-famiglie. Il 18,67% di tutti i nuclei familiari è composto da singoli 5,8% da singoli con più 65 anni di età. La dimensione media di un nucleo familiare è di 2,76 mentre la dimensione media di una famiglia è di 3,13. La suddivisione della popolazione per fasce d'età è la seguente: 28,2% sotto i 18 anni, 8,6% dai 18 ai 24, 33.6% dai 25 ai 44, 19,5% dai 45 ai 64, e il 10,1% oltre 65 anni. L'età media è di 33 anni. Per ogni 100 donne ci sono 94,0 maschi. Per ogni 100 donne sopra i 18 anni, ci sono 90,1 maschi. Il reddito medio di un nucleo familiare è di 43651 $ mentre per le famiglie è di 49380 $. Gli uomini hanno un reddito medio di 32177 $ contro 26533 $ delle donne. Il reddito pro capite della città è di 19189 $. Circa il 7,1% delle famiglie e il 9,5% della popolazione è sotto la soglia della povertà. Sul totale della popolazione il 12,6% dei minori di 18 anni e il 9,7% di chi ha più di 65 anni vive sotto la soglia della povertà.
Al censimento del 2010 risultarono 41 542 abitanti. La composizione etnica della città è 49,5% bianchi, 20,7% neri o afroamericani, 0,3% nativi americani, 0,1% originari delle isole del Pacifico, 3,2% asiatici, 3,04% di altre razze e 25,08% ispanici e latino-americani.

## Governo

### Educazione
- Orange County Public Schools
- Apopka High School
- Wekiva High School
- College di Farmacia dell'Università della Florida
- Institute of Food and Agricultural Sciences

## Apopka nella letteratura
Apopka è menzionata nel famoso romanzo I loro occhi guardavano Dio della scrittrice afroamericana Zora Neale Hurston.